# Ja Morant
Temetrius Jamel "Ja" Morant (ur. 10 sierpnia 1999 w Dalzell) – amerykański koszykarz, występujący na pozycji rozgrywającego, aktualnie zawodnik Memphis Grizzlies.

## Osiągnięcia
Stan na 20 lutego 2023, na podstawie, o ile nie zaznaczono inaczej.
NCAA
- Uczestnik rozgrywek:
  - II rundy turnieju NCAA (2019)
  - turnieju NCAA (2018, 2019)
- Mistrz turnieju konferencji Ohio Valley (OVC – 2018, 2019)
- Zawodnik roku OVC (2019)[3]
- Laureat nagród:
  - Bob Cousy Award (2019)[4]
  - Lute Olson Award (2019)[5]
- MVP turnieju OVC (2019)
- Zaliczony do:
  - I składu:
    - All-American (2019)
    - OVC (2018, 2019)
    - najlepszych nowo przybyłych zawodników OVC (2018)
- Lider NCAA w asystach (2019)[6]
- Zawodnik kolejki: 
  - NCAA (20.01.2019 według USBWA)
  - OVC (26.11.2018, 3.12.2018, 26.12.2018, 7.01.2019, 14.01.2019, 21.01.2019, 18.02.2019, 25.02.2019)

NBA
- Zdobywca nagrody:
  - za największy postęp w NBA (2022)[7]
  - dla najlepszego debiutanta sezonu w NBA (2020)[8]
- Zaliczony do I składu debiutantów NBA (2020)[9]
- Uczestnik:
  - meczu gwiazd NBA (2022[10], 2023[11])
  - Rising Stars Challenge (2020)[12]